# María José (cantante)
María José Loyola Anaya (Ciudad de México, 12 de enero de 1976) más conocida como María José o La Josa, es una cantante y actriz mexicana. En 1992, a la edad de 16 años formó parte del grupo Kabah uno de los grupos más representativos del pop de los años noventa en México.
En diciembre de 2005, tras la separación de la banda, María José siguió con su carrera de solista, lanzando hasta ahora cinco discos de estudio María José (2007), Amante de lo ajeno (2009), Amante de lo bueno (2010), De noche (2012) y Habla ahora (2016) y una producción en vivo Conexión (2019), que contó con temas como «Hábito de ti» con la cantante española Vanesa Martín, «Rosas en mi almohada» con el dúo mexicoestadounidense Ha*Ash, entre otros.
En televisión, formó parte como juez en las ediciones de 2011 y 2012 del programa Pequeños gigantes. En 2017, fue juez en el programa Bailando por un sueño. En 2019, participa en el reality de talentos México tiene talento de TV Azteca. En 2020, participa como entrenadora en el programa La voz en TV Azteca.
Como actriz y conductora participó en el programa de Televisa Esta historia me suena durante los años 2019 y 2020.

## Biografía

### 1992-2005: Kabah
En 1992, a la edad de 16 años, María José junto a Federica Quijano, André Quijano, Daniela Magún, René Ortiz y Sergio O'Farril, conformaron el grupo coreográfico-vocal Kabah, uno de los grupos más representativos del pop de los años 90 en México, grabando así, seis discos inéditos y un disco acústico de éxitos, de los cuales componían muchas de sus canciones.

### Carrera de solista

#### 2005-2007: MaríaJosé
En diciembre de 2005, con la ruptura del sexteto, María José fue la única en buscar una carrera como solista, comentando: "Siempre tuve muy claro que haber venido de Kabah y haber tenido una carrera exitosa no significaba que ya tenía el camino andado, al contrario, tenía que empezar de cero y trabajar muy duro para darme a conocer como solista".
En abril de 2007, María José dio a conocer su primer disco como solista, titulado MaríaJosé, material que reunió diez temas abarcando géneros como el pop, el dance-hall y el hip-hop y contando con la participación de artistas amigos como Plastilina Mosh y su antiguo compañero de grupo, Sergio Ortiz. Los dos primeros sencillos fueron «Quién eres tú» (a dúo con Trey Songz) y «Me equivoqué», los cuales se colocaron en el Top 15 de las radios mexicanas. Ese mismo año, fue invitada a participar como telonera en el concierto que Gwen Stefani ofreció en El Palacio de los Deportes (México). También participó como conductora y formó parte del elenco del Reventour.
A mediados de 2008, María José participó como entrenadora en el reality de televisión El Show de los Sueños. Ahí estuvo de agosto a noviembre interpretando diversos géneros musicales y temas de otras décadas.

#### 2008-2009: Amante de lo ajeno
En 2009 lanzó Amante de lo ajeno, donde interpretó versiones de temas que fueron éxitos en los años ochenta. La producción estuvo a cargo de Loris Ceroni y la grabación se llevó a cabo en Riolo Terme (Italia), a finales de 2008. El álbum fue publicado en mayo de 2009. En abril de 2009 se lanzó a radio el primer sencillo «No soy una señora», al que le siguió «Mi amor amor», y en julio de 2009 Amante de lo ajeno fue certificado como disco de oro en México. Ese mismo mes, María José, debutó en teatro interpretando a La Hiedra Venenosa en la obra musical mexicana Qué plantón. Participó por segunda ocasión como apertura en el Palacio de los Deportes, en esta ocasión para Rihanna. En agosto de 2009 se presentó por primera vez y con lleno total en el Teatro Metropolitan de la Ciudad de México y en noviembre de 2009 recibió el premio ¡Oye! en la categoría «solista femenina».
En 2010, María José se presentó al lado de Edith Márquez, con lleno total, en el Auditorio Nacional en dos fechas (12 de febrero y 7 de mayo de 2010). Amante de lo ajeno obtuvo la certificación de disco de platino y oro, después de mantenerse 14 meses consecutivos en el Top 15 de las listas de ventas más importantes del país (Amprofon y Mixup), y de colocar tres sencillos en el Top 10 nacional: «No soy una señora», «Mi amoramor» y «Adelante corazón». A mediados de agosto de 2010 recibió el premio Monitor Latino en la categoría pop como «revelación del año». En marzo de 2011 o 2012 salió a venta la edición especial Amante de lo ajeno (CD + DVD), incluyendo tres bonus tracks, un especial de televisión, galería de fotos y el video de «No soy una señora».

#### 2010-2011: Amante de lo bueno
A fin de agosto de 2010 viajó nuevamente a Riolo Terme (Italia) para grabar su tercer disco: Amante de lo bueno. En esta ocasión interpretó 11 éxitos de los años 80 y 90. Amante de lo bueno salió a venta el 9 de noviembre de 2010, debutando en el primer lugar de iTunes y del Top 10 de Mixup y Amprofon. Recibió disco de platino y oro, colocó tres singles en el Top 10 y ofreció tres conciertos en el Auditorio Nacional con lleno total (mayo, julio y noviembre de 2011). En marzo de 2011, fue invitada a participar como juez en la primera temporada de Pequeños gigantes. A finales de 2011, grabó «Así o más» a dúo con Espinoza Paz, tema que se colocó en los primeros lugares de la radio a nivel nacional tanto en las emisoras pop como en las de música regional, y formó parte de la banda sonora de la película Girl in Progress, protagonizada por Eva Mendes y Eugenio Derbez.

#### 2012-2014: De noche
Tras sus discos de cóvers, María José decidió que su cuarto disco contendría temas inéditos, y así en marzo de 2012 viajó a España para grabar, bajo la dirección de David Santisteban, María José de noche, un disco con temas pop y dance. Cuando algunos compañeros artistas y compositores supieron que buscaba temas inéditos, le empezaron a enviar temas: Río Roma escribió «Tú ya sabes a mí» (el primer sencillo); Ana Bárbara, «Vete»; Paty Cantú, «Prefiero ser su amante» y «Camaleón»; María Barracuda «Hoy me declaro en libertad»; y Diego Ortega escribió «Analgésico». María José participó en dos temas al lado de David Santisteban. Al volver de España, María José se integró nuevamente al panel de jueces en la segunda temporada de Pequeños Gigantes.
El 7 de agosto de 2012 salió a venta María José de noche. «Tú ya sabes a mí», primer sencillo, se posicionó en el Top 5 de la radio nacional y el 15 de octubre, presentó su segundo sencillo «El amor manda». En 2013 hizo su debut como actriz; María José interpretó a la licenciada María José en la telenovela Porque el amor manda, dirigida por Juan Osorio. En junio del mismo año inició la gira Ídolos en Concierto por México, con Mónica Naranjo y Marta Sánchez.

#### 2015: Duetos, Gira OV7-Kabah
El 9 de octubre de 2015 lanza Duetos, una recopilación en un propio disco de los duetos que María José ha grabado con otros artistas. En octubre de 2014, luego de dar a luz a su hija Valeria, se anunció en conferencia de prensa el reencuentro de Kabah, junto al grupo OV7, para llevar a cabo una gira con dicha agrupación. En marzo de 2015 inició la gira OV7Kabah, con la que se han presentado en diferentes ciudades mexicanas, como Acapulco, Guadalajara, Monterrey, Chihuahua y el Auditorio Nacional.

#### 2016-2017: Habla ahora
El 21 de octubre de 2016, publicó su quinto álbum de estudio Habla ahora, el cual introduce nuevos géneros musicales. El primer sencillo «Las que se ponen bien la falda» marca la primera vez que la cantante incursiona en la música urbana, mientras que la canción principal del álbum incorpora un tono de bachata. El 28 de mayo de 2017, el álbum fue reeditado con una edición especial. Debutó en la quinta posición de los Pop Album's en español. La nueva edición presenta las 12 canciones originales más 3 canciones nuevas y un remix. El nuevo material incluye las canciones «Ni me vas a extrañar», «Despertar», así como el cuarto sencillo del álbum «El amor coloca», junto con una versión remix.

#### 2018- presente:Conexión
La cantante regresó a la música con su primer álbum en vivo como solista llamado Conexión, el 25 de enero de 2019 publicó el primer sencillo de su álbum «Hábito de ti» en colaboración con la cantante española Vanesa Martín, seguido de «Un nuevo amor» y «Derroche» publicados en abril del mismo año. El álbum fue dirigido por Armando Ávila y grabado en Quarry Studios, y el cual incluye la participación de otros artistas como el dueto estadounidense Ha*Ash, el mexicano Carlos Rivera,  y la intérprete veracruzana Yuri. El cuarto sencillo publicado fue «Lo que tenías conmigo», lanzado el 9 de mayo del mismo año. Finalmente, el día 7 de junio de 2019 el álbum fue publicado y distribuido a través de Ocesa Seitrack.
En 2019, TV Azteca confirmó la tercera temporada del reality show México tiene talento 2019, que se transmitió en el primer trimestre del año y donde María José fue juez para buscar nuevos talentos mexicanos. Adicionalmente, formó parte como actriz y conductora en el programa de Televisa Esta historia me suena actuando en el primer episodio durante 2019 y 2020. El 21 de enero de 2020, confirmó su participación como entrenadora en el programa La voz México en TV Azteca.
El 27 de enero de 2020, estrenó «Rosas en mi almohada» en colaboración con Ha*Ash como el segundo sencillo promocional, cuya pista fue escrita por las hermanas junto a Kany García.

## Vida personal
En 2003, cuando María José tenía 27 años, se casó con el productor mexicano Mauricio García. Diez años después, en febrero de 2014, la cantante anunció a través de su cuenta de Twitter su primer embarazo. El 25 de agosto de 2014 dio a luz a su primera hija, llamada Valeria García Loyola.

## Discografía
Álbumes de estudio
- 2007: María José[44]
- 2009: Amante de lo ajeno[22]
- 2010: Amante de lo bueno[45]
- 2012: De noche[46]
- 2016: Habla ahora[47]
- 2019: Conexión[48]
- 2022: Libertad

## Giras musicales

### Como solista
| Principales - 2007-2008: María José Tour - 2009-2011: Amante de lo Ajeno Tour - 2011-2012: Amante de lo Bueno Tour - 2012-2014: De Noche Tour - 2017-2018: Lo Que Te Mereces Tour - 2019-2020: Conexión Tour - 2021-2022: Tour RE-Conexión - 2023: Gira 2023 | Colaborativas - 2010: Frente a Frente Tour (con Edith Márquez) - 2013: Ídolos en Concierto (con Mónica Naranjo y Marta Sánchez) - 2015-2016: OV7 / Kabah Tour Actos de apertura - 2007: The Sweet Escape Tour (para Gwen Stefani) - 2009: The Good Girl Gone Bad Tour (para Rihanna) |

## Filmografía

### Telenovelas
| Año       | Título                     | Rol              |
| --------- | -------------------------- | ---------------- |
| 2012-2013 | Porque el amor manda       | Lic. María José  |
| 2018      | Por amar sin ley           | Patricia Linares |
| 2019      | Ringo: La pelea de su vida | Ella misma       |
| 2021      | Te acuerdas de mí          | Ella misma       |

### Programas de televisión
| Año       | Título                           | Rol                                 |
| --------- | -------------------------------- | ----------------------------------- |
| 2008      | El show de los sueños            | Participante                        |
| 2009      | El Chavo animado                 | Rosita (Doblaje, invitada especial) |
| 2011      | Pequeños gigantes                | Juez                                |
| 2012      | Pequeños gigantes 2              | Juez                                |
| 2013      | María José: Secretos de una diva | Protagonista (7 episodios)          |
| 2017      | Bailando por un sueño            | Juez                                |
| 2019-2020 | Esta historia me suena           | Presentadora                        |
| 2019      | México tiene talento             | Juez                                |
| 2020      | La voz México 9                  | Juez                                |
| 2021      | La voz kids 3                    | Juez                                |
| 2021      | La voz Senior                    | Juez                                |
| 2021      | La voz México 10                 | Juez                                |

## Premios y nominaciones

### Premios TVyNovelas
| Año  | Categoría          | Telenovela/Causa                                        | Resultado |
| ---- | ------------------ | ------------------------------------------------------- | --------- |
| 2014 | Mejor tema musical | «El amor manda» para la telenovela Porque el amor manda | Nominada  |

### Fans Choice Awards
| Año  | Categoría                              | Trabajo nominado | Resultado | Ref    |
| ---- | -------------------------------------- | ---------------- | --------- | ------ |
| 2021 | Pop artista femenina                   | Ella misma       | Nominada  | [ 53 ] |
| 2021 | Concierto Streaming - Artista femenino | Ella misma       | Nominada  | [ 53 ] |

### Premios Lo Nuestro
| Año  | Categoría                  | Nominados                            | Resultado | Ref.   |
| ---- | -------------------------- | ------------------------------------ | --------- | ------ |
| 2025 | Mejor combinación femenina | «Mi rey, mi santo» (con Ana Bárbara) | Nominadas | [ 54 ] |